# Network Direct Attached Storage
Network Direct Attached Storage (NDAS) es un sistema propietario, patentado por Ximeta para conectar dispositivos de almacenamiento digital externos como discos duros, memorias flash o unidades de cinta vía redes ethernet. A diferencia de otros sistemas más comunes como SAN y NAS, los dispositvios NDAS no usan TCP/IP para comunicarse. NDAS soporta RAID, agregación and mirroring.